# Ullensvang
Ullensvang là một đô thị ở hạt Hordaland, Na Uy.